# Hannes Anier
Hannes Anier (Tallinn, 16 gennaio 1993) è un ex calciatore estone, di ruolo attaccante.

## Biografia
Lui è fratello di Henri Anier, anch'egli calciatore.

## Carriera

### Club
Ha giocato nella massima serie estone con la maglia del Flora Tallinn. Nella stagione 2012-2013 ha giocato 4 partite nella prima divisione danese con l'Odense.